# Jed Mercurio
Jed Mercurio, właśc. Gerald Gary Mercurio (ur. we wrześniu 1966 w Nelson) – brytyjski scenarzysta, producent telewizyjny, reżyser i pisarz, a wcześniej lekarz i oficer Royal Air Force. Członek honorowy (Fellow) Królewskiego Towarzystwa Telewizyjnego, w 2017 r. zaliczony do 100 najbardziej wpływowych postaci brytyjskiej telewizji wg branżowego tygodnika Radio Times. Twórca wielu seriali, m.in. Line of Duty i Bodyguard, za ten ostatni nominowany do Złotych Globów (jako producent) i Emmy (jako producent i scenarzysta).

## Życiorys

### Kariera medyczna i wojskowa
Pochodzi z robotniczej rodziny imigrantów z Włoch, jego ojciec pracował w górnictwie węgla. Studiował medycynę na University of Birmingham. Na trzecim roku studiów postanowił specjalizować się w wojskowej medycynie lotniczej. W 1991 otrzymał szlify oficerskie w Royal Air Force jako flying officer (co odpowiada orientacyjnie randze podporucznika), lecz po ośmiu miesiącach służby zdecydował się opuścić wojsko. Podjął pracę jako lekarz w szpitalu.

### Cardiac Arrest
Wkrótce później odpowiedział na ogłoszenie zamieszczone w branżowym czasopiśmie naukowym British Medical Journal, informujące o poszukiwaniach mających wiedzę lekarską scenarzystów do serialu medycznego. Tak powstał jego pierwszy serial, Cardiac Arrest, emitowany na antenie BBC1 w latach 1994-1996. Nie chcąc, aby praca dla telewizji wpłynęła ujemnie na jego reputację lekarską, Mercurio występował w napisach pod pseudonimem John MacUre.  Serial ten wyróżniał się na tle innych produkcji o tematyce medycznej skrajnie naturalistycznym (również wizualnie), pozbawionym upiększeń przedstawieniem pracy lekarzy i szerzej sytuacji w brytyjskiej służbie zdrowia, co wzbudziło kontrowersje w środowisku medycznym i wśród polityków. Z drugiej strony, gdy w 1999 roku przeprowadzono wśród brytyjskich lekarzy sondaż na temat ich postrzegania seriali medycznych, Cardiac Arrest został wskazany przez największą grupę ankietowanych medyków jako ich ulubiona produkcja. Sukces serialu sprawił, że ostatecznie postanowił odejść z zawodu lekarza i poświęcić się scenopisarstwu, już pod własnym nazwiskiem.

### Invasion: Earth, The Grimleys i Bodies
W 1998 według jego scenariusza zrealizowano sześcioodcinkowy serial science-fiction Invasion: Earth. W latach 1999–2001 Mercurio był autorem rozgrywającego się w latach 70. komediodramatu The Grimleys, emitowanego w ITV. W 2004 wrócił do tematyki medycznej, tworząc oparty na motywach własnej powieści serial Bodies, emitowany do 2006 roku. W 2009 serial ten został zaliczony przez dziennik The Times do 10 najlepszych brytyjskich seriali dekady, zaś rok później dziennik The Guardian umieścił go na swojej liście 50 najlepszych seriali dramatycznych wszech czasów.

### Line of Duty
W czerwcu 2012 r. swoją premierę miał kolejny stworzony przez Mercuria serial, Line of Duty, opowiadający o policyjnej jednostce antykorupcyjnej i przedstawiający brytyjskich stróżów prawa w równie niekorzystnym świetle, jak wcześniejsze seriale tego autora służbę zdrowia. Premierowy odcinek obejrzało 4,1 mln osób, co stanowiło najwyższą oglądalność serialu na antenie BBC Two od dziesięciu lat. Serial zdobył ogromną popularność, co skłoniło BBC do zamówienia pięciu kolejnych serii, przy czym najnowsza, szósta, jest obecnie (stan na maj 2020 r.) w trakcie produkcji. Seria trzecia, emitowana w 2016 roku, po raz kolejny ustanowiła rekord tego kanału z wynikiem 4,9 mln widzów.  Serial otrzymał łącznie dziewięć nominacji do Nagród Telewizyjnych Akademii Brytyjskiej, zaś w 2015 roku otrzymał nagrodę Królewskiego Towarzystwa Telewizyjnego dla najlepszego serialu dramatycznego. W 2014 został zaliczony do 50 najlepszych seriali kiedykolwiek emitowanych przez BBC Two, otrzymał także tytuł brytyjskiego serialu dramatycznego roku wg recenzentów tygodnika The Observer. W 2016 znalazł się na liście 100 najlepszych brytyjskich seriali i programów telewizyjnych wszech czasów wg dziennika The Daily Telegraph, z kolei dziennik The Independent dał mu ósme miejsce na swojej liście najlepszych seriali kryminalnych wszech czasów. W 2020 r. Mercurio otrzymał literacką Nagrodę im. Edgara Allana Poego w kategorii najlepszy scenariusz telewizyjny za jeden z odcinków piątej serii Line of Duty.

### CriticaliBodyguard
Równolegle z pracą nad kolejnymi seriami Line of Duty, Mercurio przygotował dwa krótsze seriale. W 2015 napisał dla płatnego kanału Sky 1 swój kolejny serial medyczny, Critical, tym razem koncentrujący się na pracy z najciężej rannymi pacjentami, głównie z wypadków. Serial został ciepło przyjęty przez krytyków, jednak nadawca nie zdecydował się na zamówienie kolejnych serii. W 2018 swoją premierę miał kryminalno-polityczny serial Bodyguard, stworzony z założenia jako zamknięta, sześcioodcinkowa historia. Jego oglądalność, dochodząca do 10,4 mln widzów, uczyniła z niego najpopularniejszą premierę serialową na brytyjskim rynku telewizyjnym od 12 lat. Bodyguard został bardzo dobrze przyjęty również w Stanach Zjednoczonych, gdzie Mercurio otrzymał za niego nominacje do nagród Emmy i Złotych Globów.

### Filmy i książki
Poza pracą scenarzysty i producenta, a okazjonalnie też reżysera seriali, Mercurio jest aktywny także jako twórca filmowy i pisarz. W 2007 był zaadaptował w formie filmu dla telewizji ITV Frankensteina Mary Shelley. Z kolei w 2015 przygotował dla BBC adaptację Kochanka lady Chatterley D.H. Lawrence'a. Jest także autorem pięciu książek beletrystycznych.

### Życie prywatne
Mercurio pozostaje w wieloletnim związku ze scenarzystką i producentką telewizyjną Elaine Cameron, z którą ma dwoje dzieci.